# Abraham van Cuylenborch

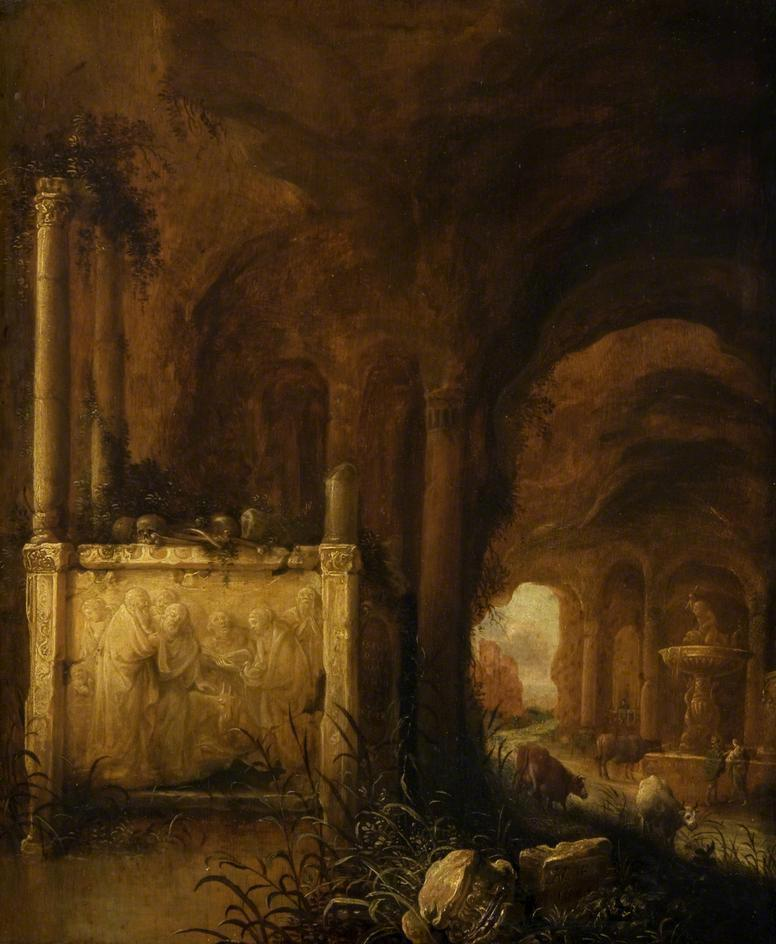
Una tumba en una gruta, óleo sobre tabla, 41 x 33,6 cm, Glasgow Museums.

Abraham van Cuylenborch o Cuylenburgh (Utrecht, c. 1610/1620–1658) fue un pintor barroco neerlandés, especializado en la pintura de paisaje con figuras.

## Biografía
Apenas se dispone de datos para trazar su biografía. Consta que en 1639 ingresó en el gremio de San Lucas de Utrecht, donde dos años más tarde contrajo matrimonio y falleció el 22 de noviembre de 1658. Por el estilo de sus paisajes italianizantes se le ha supuesto discípulo de Cornelis van Poelenburgh sin pruebas concluyentes. 
Especializado en la pintura de paisajes italianizantes con amplias grutas horadadas, abiertas a paisajes lejanos, ruinas y arquitecturas clásicas, colaboró en ocasiones con otros pintores como Jacob Duck y Dirck Stoop, quienes se encargaron de agregar las figuras de sus obras, componiendo con frecuencia escenas mitológicas, como el tema repetido de Diana y Acteón o Diana y sus ninfas y Diana en el baño (La Haya, Mauritshuis; Estocolmo, Nationalmusuem; Roma, Galería Borghese y Madrid, colección particular, entre otras).